# Malin Holmberg-Karim
Åsa Malin Holmberg-Karim, född Holmberg 8 juni 1971 i Malmö, är en svensk filmproducent. Hon är gift med regissören och programledaren Osmond Karim, med vilken hon sedan 2017 driver en flygskola i Sturup.

## Biografi
Malin Holmberg-Karim växte upp i Skåne och studerade konst vid Otis Parsons School of Art and Design i Los Angeles, där hon tog examen 1994. Därefter grundade hon en efterbearbetningsfirma som hyrde ut Avid-system och filmredigerare till produktionsbolag i Los Angeles, och så småningom började hon producera kortfilmer, dokumentärer och långfilmer. Hon har producerat filmer i Sverige sedan 1997. 
År 2006 vann hon Golden St George på Moskvas Internationella Filmfestival för bästa film med Om Sara regisserad av maken Osmond Karim (född Othman Karim).  Bland hennes filmer märks dramat För Kärleken med Danny Glover och Tuva Novotny som hade premiär 2010 och dokumentären Raskortet som hade SVT-premiär i mars 2014.
År 2017 tog Holmberg-Karim över flygskolan i Sturup tillsammans med sin make.
Holmberg-Karim är svägerska till Alexander Karim.

## Producent
- 1999: Uganda du fria
- 2002: Tolken
- 2004: Sverige, Sverige fosterland
- 2005: Om Sara
- 2006: Svenskjävlar
- 2010: För kärleken
- 2014: Raskortet